# Schlagzeilen
Schlagzeilen (The Paper) ist eine Filmkomödie mit Michael Keaton, Robert Duvall und Glenn Close.

## Handlung
Im New Yorker Stadtteil Williamsburg werden zwei weiße Banker erschossen. Henry Hackett, Lokalchef der fiktiven Boulevardzeitung New York Sun, verpasst die Story und wird dafür von seinem Chefredakteur Bernie White in der morgendlichen Redaktionskonferenz kritisiert, weil er damit hinter den anderen Medien der Stadt herläuft. Das stachelt seinen journalistischen Ehrgeiz an.
Die Polizei verhaftet aus politischen Gründen noch am gleichen Tag zwei farbige Jugendliche, um das Verbrechen als rassistischen Mord und damit aufgeklärt darstellen zu können. Hackett glaubt nicht an die Darstellung der Polizei und wird in dieser Vermutung auch durch eine Information bestärkt, die er auf unredliche Weise bei einem Vorstellungsgespräch für eine hochdotierte Schreibtisch-Position beim New York Sentinel, der ebenfalls fiktiven Renommier-Zeitung der Stadt, abgreift. Er bekommt diese Information aber nicht durch weitere glaubwürdige Quellen bestätigt, so dass sich im Laufe des Tages Alicia Clark, eine ehemalige Journalistin der Sun und jetzige Geschäftsführerin der Zeitung, mit ihrer Schlagzeile "Sie waren es" und einem Bild der beiden farbigen Jugendlichen durchsetzt. 
Hackett, der auch eine persönliche Abneigung gegen Alicia hegt, will nicht klein bei geben und recherchiert deshalb auch nach Redaktionsschluss, als die Druckmaschinen für die Zeitung des nächsten Tages schon laufen, weiter. Er spannt dabei auch seine hochschwangere Frau Martha, früher ebenfalls Journalistin bei der Sun, ein. Während Henry über verschiedene Quellen versucht, den wahren Tatbestand bestätigt zu bekommen, erleidet Martha eine Sturzgeburt und kommt ins Krankenhaus, wo eine Notentbindung stattfindet. Als Henry schließlich die Information über die wahren Verdächtigen und den Hintergrund des Mordes in Williamsburg hat, lässt er auf eigene Verantwortung die Druckmaschinen stoppen und eine neue Schlagzeile einfügen, um am nächsten Tag keine Falschmeldung in der Zeitung stehen zu haben. 
Alicia Clark erfährt von der Aktion, die das ständig unter Kostendruck leidende Blatt viele Tausend Dollar kosten würde, und es kommt zum Showdown in der Druckerei. Nach einer Prügelei zwischen ihr und Henry lässt sie die alte, falsche Schlagzeile weiter drucken und schmeißt Henry noch vor Ort raus. Erst bei einem Kneipen-Gespräch mit dem Reporter McDougal nach dem Vorfall, der ihr nochmal ins Gewissen redet, dass die Zeitung schon schlechte und schwache Schlagzeilen hatte, aber noch niemals bewusst eine falsche Schlagzeile gedruckt hat, überlegt sie es sich anders, ruft in der Druckerei an, stoppt den Druck und lässt die Headline auf Henrys Version ändern.
Während des Telefonats ereignet sich in der Kneipe eine Schießerei, bei der Alicia versehentlich getroffen wird. Sie kommt ins gleiche Krankenhaus, in dem auch Martha nach der Geburt liegt. Dort begegnet sie Henry, der inzwischen erfahren hat, was mit seiner Frau passiert ist, und ebenfalls in der Klinik ist, um Martha beizustehen. Am Morgen nach der Nacht, in der sich alles zugetragen hat, schlägt Alicia Clark im Krankenbett zufrieden die Sun mit der neuen, richtigen Schlagzeile auf. Die Sun ist die einzige Zeitung der Stadt, die diese Story bringt und hat damit die Nase im Geschäft um die beste Schlagzeile vorne.
Der Film thematisiert journalistische Ethik und wie man sie im schneller werdenden Kampf um Schlagzeilen, gute Geschichten und wirtschaftlichen Abhängigkeiten in der Medienbranche verteidigt. Er führt auf sehr anschauliche Weise vor, wie sich die Nachrichtenlage innerhalb von 24 Stunden komplett ändern kann. 

## Synchronisation
| Rolle            | Darsteller          | Synchronsprecher         |
| ---------------- | ------------------- | ------------------------ |
| Henry Hackett    | Michael Keaton      | Joachim Tennstedt        |
| Bernie White     | Robert Duvall       | Holger Hagen             |
| Alicia Clark     | Glenn Close         | Uta Hallant              |
| Martha Hackett   | Marisa Tomei        | Daniela Hoffmann         |
| Michael McDougal | Randy Quaid         | Manfred Lehmann          |
| Susan            | Catherine O’Hara    | Kerstin Sanders-Dornseif |
| Graham Keighley  | Jason Robards       | Jochen Schröder          |
| Anna             | Bobo Lewis          | Barbara Ratthey          |
| Carl             | Bruce Altman        | Udo Schenk               |
| Chuck            | Michael P. Moran    | Karl Schulz              |
| Deanne White     | Jill Hennessy       | Maud Ackermann           |
| Howard Hackett   | William Prince      | Klaus Jepsen             |
| Janet            | Lynne Thigpen       | Anke Reitzenstein        |
| Lou              | Geoffrey Owens      | Thomas Petruo            |
| Phil             | Jack Kehoe          | Eberhard Prüter          |
| Richie           | Mike Girard Sheehan | Roland Hemmo             |
| Tom              | Jim Meskimen        | Hans-Jürgen Wolf         |
| Wilder           | Jack McGee          | Gerd Duwner              |

## Kritiken
Der Film hat bei Rotten Tomatoes mit 89 Prozent weit überwiegend positive Kritiken. Die meisten beziehen sich auf den Hauptdarsteller Michael Keaton, den exzellenten Cast des Films, sowie auf Drehbuch und Regie. Rita Kempley schrieb am 25. März in der Washington Post, dass die Komödie die Situation in den Nachrichtenredaktionen „perfekt“ abbilde. Sie lobte Michael Keaton, Marisa Tomei und Glenn Close.

## Auszeichnungen
Randy Newman wurde 1995 für den Song Make Up Your Mind für den Oscar nominiert.
Die Deutsche Film- und Medienbewertung FBW in Wiesbaden verlieh dem Film das Prädikat besonders wertvoll.